# Quistis Trepe
Quistis Trepe (キスティス トゥリープ) es un personaje ficticio del videojuego Final Fantasy VIII y uno de los personajes principales de este. Fue soldado SeeD con tan solo 15 años y se convirtió en instructora en el Jardín de Balamb a los 17 años, algo no demasiado habitual. Se la conoce por ser muy seria, extremadamente respetuosa con las reglas del Jardín, por su baja autoestima y por tener poca seguridad en sí misma, aunque poco a poco su carácter va cambiando a lo largo de la historia.

## Historia
Quistis es la instructora de Squall Leonhart, Zell Dincht y Seifer Almasy en el Jardín de Balamb. Desde el principio, se muestra muy interesada por Squall, porque le recordaba a ella: una persona solitaria, inadaptada e introvertida. Ella siempre se consideró el "bicho raro" del Jardín porque fue SeeD a los 15 años de edad y, en solo dos años más adelante, la nombraron instructora.
Quistis admira las capacidades de combate de Squall y ella misma, en clase, le dio consejos e instrucciones para el examen de campo. Al estar a su cargo (y debido, sobre todo, al interés que sentía por él), Quistis pronto se entera de que Squall no ha superado la prueba de la Caverna del Fuego del Ifrit. De este modo, Quistis decide acompañarle para superar la prueba.
Mientras se examinan en la prueba final, Quistis agrupa al pelotón, ignorando todos los protocolos (al ser instructora, no tiene autorización para participar en el examen). Pasan las horas y ni Zell ni Squall vuelven del examen. Quistis continúa esperando hasta que aparece Seifer, el tercer miembro del pelotón, pero regresa sin ellos. En ese momento, Quistis decide salir en busca de ellos. Consigue llegar a la torre de comunicaciones y allí descubre que Squall y Zell están siendo atacados. Con su ayuda, consiguen sobrevivir y parten de regreso a la base.
A causa de haber violado todos los protocolos, Quistis es destituida de su rango como instructora, y en el baile de graduación, observa como Rinoa baila con Squall. Tras esto, Quistis se acerca a Squall y le invita a ir a la zona de entrenamiento. Cuando llegan, ella le cuenta lo ocurrido y le dice que puede que a partir de ahora les toque hacer misiones de diversa índole juntos (ya que Quistis volvió a su antiguo rango de SeeD). De manera abrupta, Squall rechaza su ayuda de malos modos.
Mucho más tarde en la historia, cuando Irvine cuenta historias de la infancia de todo el grupo, comenta que la actitud de Squall empezó a ser fría cuando Eleone se marchó inexplicablemente. Cuando Irvine comenta esto, Quistis se da cuenta de lo que siente en realidad por Squall: le quiere, pero como si fuera un hermano. Incluso, en un momento de la historia, Quistis regaña a Squall por ignorar constantemente a Rinoa cada vez que ésta intenta animarle o hablar con él.

## Apariciones
- Final Fantasy VIII (1999)
- Dissidia: Final Fantasy (2009, aparece en los tutoriales)

- Datos: Q3928011